# Circuit d'Imatra
El Circuit d'Imatra va ser un circuit urbà situat a Imatra, Finlàndia. N'hi va haver dues versions, emprades exclusivament per a les curses de motociclisme que es coneixien en finès com a Imatranajo. De 1962 a 1978 es va fer servir un circuit urbà a l'est de la ciutat d'Imatra de 6,030 km que es recorria en sentit horari. El circuit discorria per la vora del riu Vuoksi i una línia de ferrocarril que s'havia de travessar per un pas a nivell. De 1979 al 1986 es va fer servir un circuit més curt, de només 4,950 km, que consistia bàsicament en la part occidental del circuit original.
A partir de la temporada de 1964 del mundial de motociclisme i fins a la de 1982, l'"Imatranajo" va esdevenir el Gran Premi de Finlàndia i va puntuar per al campionat. Des de 1983, la prova ja no va formar part del calendari del mundial a causa de la perillositat del circuit i l'accident que hi hagué al Gran Premi de 1982, en què el pilot de sidecars Jock Taylor es va morir. L'Imatranajo, però, es va continuar celebrant fins al 1986, en què un nen de sis anys es va morir en ser atropellat durant la cursa.
Malgrat els accidents, el circuit d'Imatra encara es va seguir fent servir per a celebrar-hi curses de motocicletes clàssiques. Després de tres decennis des del darrer fet luctuós, a l'agost de 2016 Imatra va tornar a acollir una prova internacional, concretament una de puntuable per a l'International Road Racing Championship (IRRC), un campionat de curses en circuits urbans creat el 2010. El 2017, aquesta cursa es va tornar a celebrar. El 15 de juny de 2019, en què s'hi tornà a córrer l'Imatranajo, es va produir un nou accident mortal quan el suís Mathias Gnägi va sortir de la pista per culpa de la pluja a la cursa de la categoria Superbike i es va morir.